# Tolpis coronopifolia
Tolpis coronopifolia là một loài thực vật có hoa trong họ Cúc. Loài này được (Desf.) Biv. miêu tả khoa học đầu tiên năm 1809.